# 江村美咲
江村美咲（日语：／ Emura Misaki，1998年11月20日—）生于大分县，是一名日本女子击剑运动员，主攻佩剑。她的父亲江村宏二曾参加1988年汉城奥运花剑项目，母亲孝枝同样也是重剑选手，并曾参加世界锦标赛。她在小学三年级时开始练习击剑，最初她主攻花剑，小学毕业后她参加了一场奖品为动画监狱兔拼图的佩剑比赛后，开始改练佩剑。高中毕业后，她进入中央大学法学部就读。2021年3月大学毕业后，她成为职业选手。